# 布萊恩德萊克鎮區 (明尼蘇達州卡斯縣)
布萊恩德萊克鎮區（英語：Blind Lake Township）是一個位於美國明尼蘇達州卡斯縣的行政鎮區。

## 人口
根據2020年美國人口普查的數據，布萊恩德萊克鎮區的面積為91.60平方千米，當中陸地面積為88.10平方千米，而水域面積為3.50平方千米。當地共有人口98人，而人口密度為每平方千米1人。